# Famille Musitano
Le clan Musitano est une organisation mafieuse 'Ndrangheta basée dans les villes d'Hamilton et de Toronto. Le clan Musitano est la plus petite des trois organisations mafieuses centralisées à Hamilton, les deux autres étant la famille Papalia et la famille Luppino.